# Pereiro
Pereiro este un oraș în statul Ceará (CE) din Brazilia.